# Deutzia pulchra
Deutzia pulchra là một loài thực vật có hoa trong họ Tú cầu. Loài này được S.Vidal mô tả khoa học đầu tiên năm 1886.